# Taiye Selasi
Taiye Selasi (* 2. listopadu 1979) je americká spisovatelka a fotografka. Původem je z Nigérie a Ghany a popisuje se jako „místní obyvatelka“ Akkra, Berlína, New Yorku a Říma.

## Životopis
Taiye Selasi se narodila v Londýně v Anglii a vyrostla v Brooklinu v Massachusetts, jako starší z dcer dvojčat Dr. Lade Wosornu, původem z Ghany, chirurga v Saúdské Arábii  a autora četných svazků poezie  a Dr. Julietty Tuakli, nigerijského původu, dětské lékařky v Ghaně známá svou obhajobou práv dětí a účastí ve správní radě United Way. Rodiče Selasi se rozvedli, když byla ještě dítě. Svého biologického otce potkala ve dvanácti letech
Její křestní jméno znamená první dvojče v rodné Jorubě její matky. Několikrát si změnila příjmení; narodila se s příjmením své matky, poté přijala příjmení svého nevlastního otce (Williams), ve dvanácti letech si nechala změnit příjmení na otcovo (Wosornu), později se rozhodla přijmout pomlčkové příjmení Tuakli-Wosornu (příjmení obou rodičů) a nakonec změnila své příjmení na Selasi, slovo z eveštiny, které se překládá jako „vyslyšená modlitba“ nebo „Bůh slyšel“.
Selasi vystudovala summa cum laude a Phi Beta Kappa s bakalářským titulem z amerických studií na Yaleově univerzitě a získala titul MPhil v mezinárodních vztazích na Nuffield College v Oxfordu.  Její sestra-dvojče, Yetsa Kehinde Tuakli, je fyzioterapeutka v USA. První africká členka Mezinárodního paralympijského výboru soutěží ve skoku dalekém za národní tým Ghany.

## Kariéra
V roce 2005 LIP Magazine publikoval „Sbohem, Babare (nebo: Co je to Afropolitan?)“, autorčin zásadní text o Afropolitanech. V „Bye Bye Babar“ Selasi popisuje novou africkou diasporu; širší mix, který akceptuje jeho rozmanitost: "Možná, že to, co nejvíce charakterizuje afropolské vědomí, je odmítnutí přílišného zjednodušování; snaha porozumět tomu, co je v Africe nemocné, spolu s touhou uctívat to, co je úžasné, jedinečné."  Selasi neusiluje o uznání jako původkyně afropolitanismu, "usiluje o to, aby netvrdila, že ho vytvořila a bagatelizuje svou vlastní roli v celém fenoménu, která z toho vyplynula."  Konverzace o afropolitanismu se po eseji zvýšila a to připravilo cestu pro učence jako Simon Gikandi nebo Achille Mbembe k „dalšímu rozvoji“ termínu, afropolitan, do široce známé a používané ideologie. Ve stejném roce, kdy napsala esej, napsala hru, kterou v malém divadle produkovala Avery Willis, neteř spisovatelky Toni Morrisonové.
V roce 2006 dal Morrison Selasiové jednoletou lhůtu, během které napsala "Sexuální životy afrických dívek". Příběh vydaný britským literárním časopisem Granta v roce 2011 se objevil v Best American Short Stories 2012.
V roce 2010 Ann Godoffová z Penguin Press koupila autorčin nedokončený román. Ghana Must Go vyšel v roce 2013. To ocenily Diana Evans v The Guardian, Margaret Busby v The Independent, The Economist a The Wall Street Journal. Román byl vybrán jako jedna z deseti nejlepších knih roku 2013 The Wall Street Journal a The Economist a do roku 2014 se prodával ve 22 zemích.
V roce 2013 byla Selasi vybrána jako jedna z Grantových 20 nejlepších mladých britských spisovatelů   a v roce 2014 jmenován do seznamu 39 spisovatelů ze subsaharské Afriky ve věku do 40 let na Hay Festivalu Africa39 za "potenciál a talent definovat trendy v africké literatuře."
Selasi často spolupracuje s ostatními umělci. V roce 2012 spolupracovala s architektem Davidem Adjayem a vytvořila čítárnu řeky Gwangju, knihovnu pod širým nebem, která byla postavena v roce 2013 jako součást Gwangju Biennale's Folly II.  S režisérem Teddym Goitomem, zakladatelem Stocktownu, je Selasi výkonnou producentkou dokumentárního seriálu Afripedia o městských afrických kreativcích. S producenty Fernandem Meirellesem a Hankem Levinem (City of God) vyvíjí Selasi celovečerní dokument Exodus o globální migraci.
V roce 2013 byla Selasi porotkyní v italské reality show Masterpiece na stanici Rai 3 s Andreou De Carlem.
Selasi byla otevřená tendenci vydavatelů zaškatulkovat africké spisovatele, aby nesli břemeno reprezentovat svůj kontinent. Rozhodla se identifikovat se spíše s lokalitami než se zeměmi, protože žila v New Yorku, Berlíně, Římě a Lisabonu a také pravidelně navštěvuje Accru.
V roce 2015 se objevila jako hlavní autorka a vedla seminář psaní na každoročním setkání islandských spisovatelů v Reykjavíku na Islandu. Je také přispěvatelkou do antologie New Daughters of Africa (editovala Margaret Busby, 2019).
V rozhovoru zveřejněném v roce 2020 v Brittle Paper Selasi odpověděla na výzvu Bhakti Shringarpure „Definovat nebo vzdorovat (ne) 'africké' literatuře“ zněla: „Jakákoli lidská literatura byla do určité významné míry informována jedním (nebo více) z nekonečno časoprostorových realit popsaných autorem zmíněné literatury jako africké (mrkne).
Selasi je autorkou dětské knihy Anansi and the Golden Pot, vydané v roce 2022, kterou napsala pro svého syna Safa.

## Dílo

### Romány
- Ghana Must Go (Ghana musí jít, 2013)[36]

### Dětské knížky
- Anansi and the Golden Pot (Anansi a zlatý hrnec, 2022)

### Povídky
- "The Sex Lives of African Girls" ("Sexuální životy afrických dívek", 2011)[37]
- "Driver" ("Řidič", 2013)[38]
- "Aliens of Extraordinary Ability" ("Mimozemšťané mimořádných schopností", 2014) [38]
- "Brunhilda in Love" ("Zamilovaná Brunhilda", 2016) [38]

### Eseje
- "Africká literatura neexistuje" (2013)[39]